# Derry Irvine
Alexander Andrew Mackay Irvine (né le 23 juin 1940), connu sous le nom de Derry Irvine, est un avocat, juge et personnalité politique écossais qui est Lord grand chancelier sous la direction de son ancien élève avocat, Tony Blair.

## Éducation
Irvine est né à Inverness, en Écosse, et fait ses études à l'école privée payante, Hutchesons 'Boys' Grammar School à Glasgow.
Plus tard, Irvine étudie le droit écossais à l'université de Glasgow et s'implique dans des débats avec la Glasgow University Dialectic Society et à la Glasgow University Union, où il se lie d'amitié avec les travaillistes contemporains Donald Dewar et John Smith. Après avoir étudié le droit anglais au Christ's College de Cambridge, il enseigne le droit à la London School of Economics et est admis au Barreau en 1967. À la fin des années 1960, la femme de Dewar, Alison, quitte Dewar pour Irvine. Irvine déclare plus tard que les deux hommes sont restés en bons termes, contrairement aux informations faisant état d'une rupture . Ils ont ensuite servi dans le même cabinet. Son premier mariage se termine par un divorce et son ex-épouse s'installe au Canada.

## Carrière
Irvine rejoint les chambres dirigées par Morris Finer QC (plus tard en tant que juge, Sir Morris Finer). En 1970, il se présente dans la circonscription de Hendon North comme candidat du Parti travailliste . Il est Conseiller de la reine en 1978 et chef de cabinet en 1981, après avoir fondé 11 King's Bench Walk Chambers. Parmi ses élèves avocats figurent Tony Blair et Cherie Booth ; lors de leur mariage, il s'est surnommé « Cupidon QC »  pour les avoir présentés. Dans les années 1980, il est recorder, puis juge suppléant de la Haute Cour.
Il est conseiller juridique du Parti travailliste pendant les années 1980 et il reçoit une pairie à vie en tant que baron Irvine de Lairg, de Lairg dans le district de Sutherland, le 25 mars 1987. Il est nommé Lord Chancelier après la victoire électorale de Blair en 1997 après avoir servi pendant cinq ans en tant que Shadow Lord Chancelier. Le prédécesseur de Blair comme chef travailliste, John Smith, avait choisi Irvine comme chancelier de l'ombre.
L’incorporation de la Convention européenne des droits de l’homme dans le droit du Royaume-Uni est un moment fort de la période au pouvoir d’Irvine. Il conçoit une mesure pour maintenir la suprématie du Parlement tout en permettant aux juges de déclarer les lois du Parlement non conformes à la Convention. Il provoque la controverse en abandonnant une partie de la tenue traditionnelle du Lord Chancelier ,.
En plus de son rôle traditionnel de supervision du système juridique, il est en 2001 responsable d'un large éventail de questions constitutionnelles, notamment les droits de l'homme et la liberté d'information.
Après que Blair l'ait licencié en juin 2003, Lord Falconer of Thoroton le remplace. Dans le même temps, il est annoncé que le poste de Lord Chancelier serait aboli. Le projet de suppression du poste a ensuite été abandonné, bien qu'il ait été partiellement réformé dans la loi de réforme constitutionnelle de 2005, et est maintenant utilisé comme titre secondaire du secrétaire d'État à la justice.

## Famille
En octobre 2002, le fils d'Irvin, Alastair Irvine, qui s'est rendu aux États-Unis pour se faire soigner pour toxicomanie, plaide coupable de harcèlement criminel et de vandalisme. Il a menacé le petit ami de Nicole Healy Karel Taska, endommageant sa camionnette avec de l'acide et pour avoir porté une arme dissimulée. Irvine, qui a déjà purgé quatre mois dans la prison du comté d'Orange, est condamné à 16 mois. La peine maximale que le tribunal aurait pu prononcer était de 16 ans. Le procureur adjoint du district, Mike Fell, a déclaré qu'il était reconnaissant à Lord Irvine de ne pas avoir tenté d'intervenir ,.